# Паскевич Іван Федорович
Іва́н Фе́дорович Паске́вич (8 (19) травня 1782, Полтава — 20 січня (1 лютого) 1856, Варшава) — російський військовий діяч українського походження, генерал-фельдмаршал (з 1829-го), граф Єреванський (від 1828-го), намісник Королівства Польського («найясніший князь Варшавський») (від 1831-го).

## Життєпис

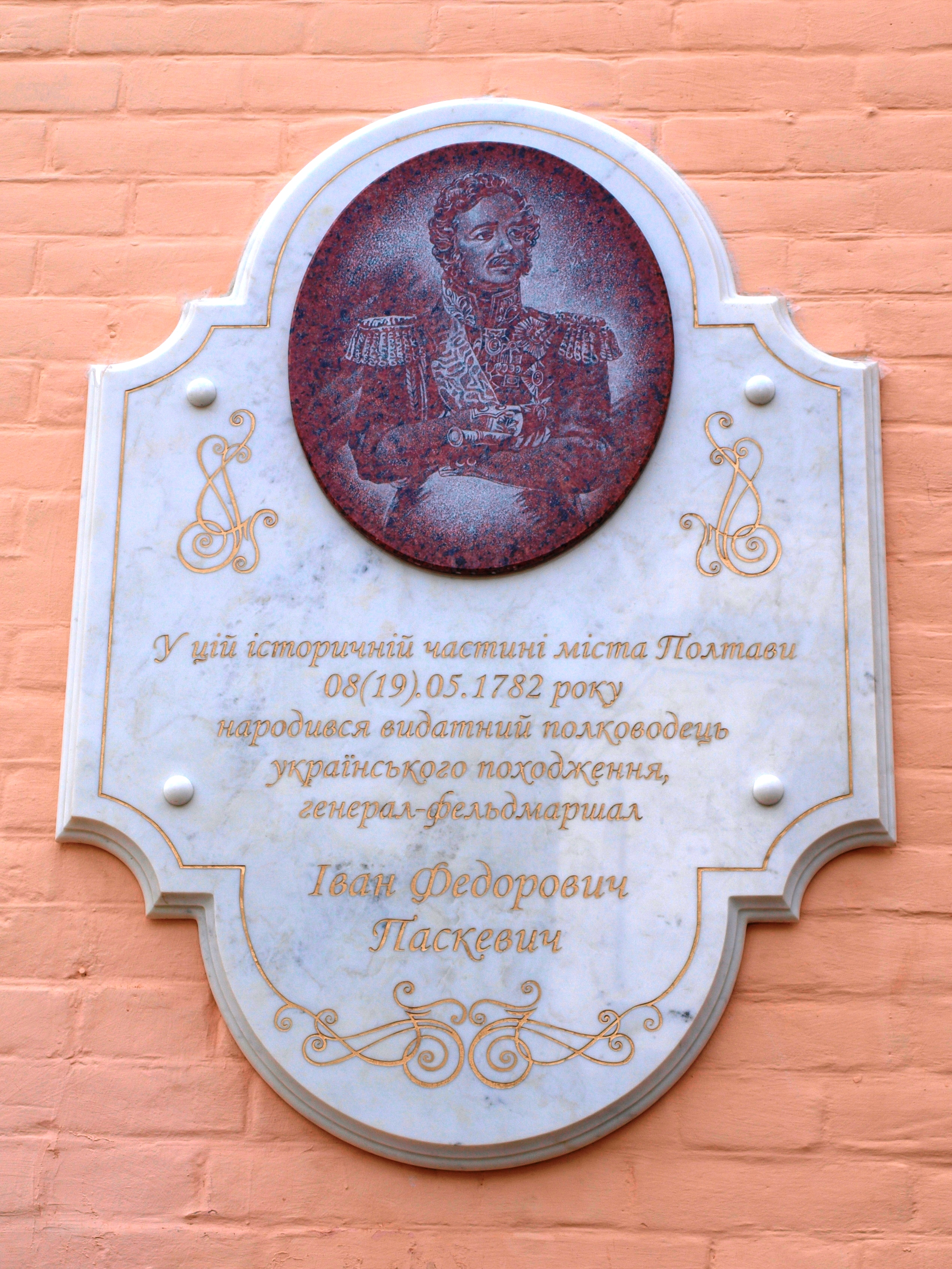
Меморіальна дошка Івану Паскевичу в Полтаві до демонтажу. (27 липня 2022 року демонтована та передана до музею.

Походив із козацько-старшинського роду Полтавського полку, що вів своє походження від Паська, знатного військового товариша в армії гетьмана Богдана Хмельницького.
Згідно з дослідженням В. Модзалевського, прямий предок Івана Паскевича — військовий товариш Полтавського полку Федір Цалий, який жив на рубежі 17—18 століть. Його син Яків носив прізвище Пасько-Цалий. Онук — Іван Якович (прапрадід полководця) — перший почав писатися Паскевичем.
Батько Івана, Федір Григорович Паскевич, був колезьким радником, очолював Верховний земський суд Вознесенського намісництва. Володів маєтками у Полтавській губернії, мав 500 душ кріпосних селян.
Мати Ганна Йосипівна (до шлюбу Коробанько або Коробовська) — білоруська дворянка, володіла у Могильовській губернії родовим маєтком — селом Щеглиця.

### Освіта
1800 — закінчив Пажеський корпус.

### Кар'єра
Учасник російсько-турецької війни 1806—1812. Під час цього конфлікту отримав п'ять бойових орденів (зокрема Св. Георгія 3-го та 4-го ступенів), золоту шаблю з написом «За хоробрість» і чин полковника.
У листопаді 1810-го року за відзнаку в Батинській битві Паскевича підвищили до звання генерал-майора та призначили до Києва, де він сформував новий полк з місцевих гарнізонних батальйонів, і очолив бригаду. Формування полку було нелегкою справою через початковий брак дисципліни «штрафбатівців» та відсутність досвідчених офіцерів. Для виправлення цього стану і бойового злагодження Паскевич переніс розташування формації за місто та за три місяці напружених тренувань вивів Орловський полк на пристойний рівень. Від 1812-го року командувач 26-ї піхотної дивізії, з якою пройшов шлях франко-російської війни. Дивізія Паскевича відзначилася у важких боях під Салтановкою і під Смоленськом.
У Бородінській битві генерал зі своєю дивізією захищав редут, який увійшов в історію під назвою «Батарея Раєвського». З шести полків його дивізії залишилося близько 1200 чоловік — неповний полк. За Бородіно нагороджений орденом Св. Анни. Невдовзі вміло керував в боях під Малоярославцем, під Вязьмою та під Красним, за що отримав орден Св. Володимира II-го ступеня. У 1813 році Паскевич очолював дивізію у баталіях Дрездена та Лепціга, за що отримав звання генерал-лейтенант.
Як бойовий генерал, Паскевич критично оцінював період Аракчеєвщини, що запанував в армії після війни:
У 1817 році одружився з Єлизаветою Грибоєдовою.
3 1825 — командир корпусу. З 1826 командував військами у Закавказзі, з березня 1827-го — намісник Кавказу.
Під час російсько-перської війни 1826—1828 російська армія під командуванням Паскевича зайняла Тебриз, а згодом і весь Азербайджан.
Під час чергової російсько-турецької війни (1828—1829), очолені Паскевичем російські частини оволоділи фортецями Карс і Ерзурум (Арзрум). За взяття фортеці Ерзурум, яка підкорилася іноземним завойовникам уперше з часів римського панування, Паскевич був нагороджений орденом св. Георгія I-го ступеня.
1831 — керував придушенням Польського визвольного повстання 1830—1831, після чого був призначений намісником Царства Польського. Терором спиняв розвиток визвольних рухів на контрольованій території, почасти в українських регіонах. У 1847 році для активізації каральних заходів за пильнованою жандармами справою Кирило-Мефодіївського товариства санкціонував арешт і обшук варшавською поліцією П.Куліша та В.Білозерського, доставку Третьому відділу Власної Його імператорської величності канцелярії їхніх паперів, у тому числі з позацензурними віршами Т.Шевченка.
1849 — російські війська під командуванням Паскевича брали участь у придушенні революції в Угорщині.
Під час Кримської війни — головнокомандувач російськими військами на західних кордонах імперії та на Дунаї (березень 1854).
9 червня 1854 отримав контузію і мусив піти у відставку. Здоров'я і сили Паскевича згасали, помер 20 січня 1856 року. Згодом перепохований у Гомелі. Незадовго до своєї смерті заповів у фонд державного інвалідного капіталу суттєву на той час суму в 50 тис. рублів сріблом. На ці гроші він заповів утримувати щорічно 200 осіб колишніх воїнів — інвалідів з нижніх чинів.